# Maria de Molina

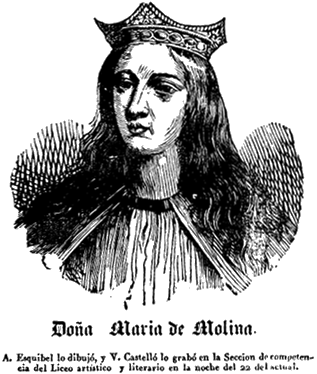

Maria de Molina (* um 1265; † 1. Juli 1321 in Valladolid) war Königin (1284–1295) von Kastilien und León.

## Leben
Maria war die Tochter des Infanten Alfonso de Molina und der Mayor Alfonso de Meneses; ihre Großeltern väterlicherseits waren Alfons IX. von León und Berenguela von Kastilien. Sie vermählte sich 1281 mit ihrem Neffen, dem späteren Sancho IV. von Kastilien, dem zweiten Sohn des Alfons X. von Kastilien. Allerdings hatte Maria, die für diese Heirat eigentlich zu nahe mit ihrem Gemahl verwandt war, nicht um die nötige Dispens des Papstes angesucht. Während der Herrschaft ihres Gemahls (seit 1284) wurde daher sehr um die Anerkennung ihrer Ehe gerungen. Eine Halbschwester Marias war die Herrin von Molina und vererbte nach ihrem Tod (1293) die Regierung ihrem Schwager, der sie aber an Maria abtrat.
Als Sancho IV. 1295 starb, übernahm Maria die Regentschaft für ihren ältesten, noch unmündigen Sohn Ferdinand IV. von Kastilien. Für dessen Anerkennung musste sie hart gegen die mächtige adelige Verwandtschaft kämpfen. Da die Dispens noch immer nicht erteilt war, wurde nämlich die Legitimität des minderjährigen Thronfolgers von seinen ehrgeizigen Onkeln, den Infanten Juan und Enrique, sowie von den Infanten de la Cerda, Söhnen des ältesten Sohnes von Alfons X., in Frage gestellt. Unterstützung fanden die Widersacher Ferdinands IV. bei Jakob II. von Aragón und Dionysius von Portugal, der 1296 in Kastilien einfiel. Die kluge und mutige Maria verbündete sich aber mit dem Dritten Stand, konnte die Invasion von Portugal abwehren und errang schließlich den Sieg. 1301 erreichte sie die Feststellung der Gültigkeit ihrer Ehe durch den Papst und damit die Legitimität der Thronfolge ihres ältesten Sohnes. Ferdinand IV. trat 1302 die Herrschaft an, benahm sich seiner Mutter gegenüber aber nicht sehr dankbar und besaß nicht ihr Regierungsgeschick. Er starb bereits 1312 und seine Gattin Konstanze 1313. Daher fungierte Maria nun als Regentin für ihren jungen Enkel Alfons XI., starb aber vor dessen Volljährigkeit.

## Nachkommen

Maria de Molina wappen.

Die Kinder der Maria de Molina mit Sancho IV. waren:
- Isabella von Kastilien (* 1283, † 1328), Gattin des Jakob II. von Aragón, dann des Johann III. von der Bretagne
- Ferdinand IV. von Kastilien (* 1285, † 1312), Gatte der Konstanze von Portugal
- Alfonso (* 1286, † 1291)
- Enrique (* 1288, † 1299)
- Pedro von Kastilien (* 1290, † 1319), Gatte der Maria von Aragon
- Felipe (* 1292, † 1327), Gatte seiner Cousine Margarita de la Cerda
- Beatrix von Kastilien (* 1293, † 1359), Gattin des Alfons IV. von Portugal